# 콜드 인 줄라이
《콜드 인 줄라이》(영어: Cold in July)는 2014년 공개된 미국의 독립 범죄 스릴러 영화로, 조 R. 랜즈데일의 동명 소설이 원작이다.

## 출연진
- 마이클 C. 홀
- 샘 셰퍼드
- 돈 존슨
- 비네사 쇼
- 닉 더미치
- 와이엇 러셀
- 래니 플래어티
- 크리스틴 그리피스
- 빌 세이지 (목소리)

## 기타 제작진
- 공동 제작: 조 R. 랜즈데일
- 라인 제작: 리즈 모하임
- 배역: 시그 더미겔, 스티븐 빈센트
- 미술: 러셀 반스
- 세트: 대니얼 R. 커스팅
- 의상: 엘리자베스 배스톨라
- 분장: 제시카 켈러허, 크리스털 필립스
- 헤어: 신시아 배니스
- 음향 감독: 루이스 골드스틴
- 제작 관리: 알레한드로 데레온
- 조감독: 랜들 어먼